# تركي الميزاني
تركي  الميزاني (1980-)، ويُلقب بـ (تركي 2000)، وهو شاعر سعودي، يعد من أشهر شعراء فن المحاورة أو القلطة في السعودية.

## بداياته
ولد تركي بن عطا الله بن شامان بن سميليل الميزاني المطيري في قرية الجياسر التابعة لمحافظة المهد في منطقة المدينة المنورة عام 1980 ،  وتعود بداياته بالمحاورة مع الشاعر خليف الهجلة عام 1417هـ ولعب بعدها مع حبيب العازمي العتيبي في الرياض، 1417/2/25هـ 1996/7/11٬م وكان تركي آنذاك لم يتجاوز السادسة عشرة من عمره. ثم لعب مع عدة شعراء قبل أن يوقفه والده عام 1418هـ من أجل الدراسة ثم عاد اواخر عام 1419هـ / 2000م في أحد المحاورات في مدينة جدة، وأنشد الموال الذي يقول فيه: (العام عام الفين والله يحيه).

## نشأته
ترعرع ونشأ في منطقة الجياسر التابعة لمركز ثرب والتي تقع شرق مهد الذهب وهي إحدى محافظات المدينة المنورة. وهو متزوج ولديه أربعة من الأبناء ويسكن في منطقة إشبيلية في الرياض. وخواله من السماليل من القحومة، وله من الأخوة 8 أفراد وأبيه متزوج من اثنتين.

## بدايته الشعرية
نشأ تركي في بيئه شعرية فكان كلاً من أبيه وجده يكتبان الشعر مما ساعده على أن يكتب الشعر في سن مبكرة، وبدايته الشعرية كانت في سن الثالثة عشر.

## سبب التسمية بتركي 2000
سُئل الشاعر تركي عن سبب تسميته بهذا الاسم فقال: إن سبب ذلك في بداياتي في المنطقة الغربية عام 2000 وغنيت موال اسمه «العام عام الفين والله يحييه» فأطلقت الجماهير علي لقب تركي 2000 أو تركي ألفين، يشيد به الكثير من شعراء فن القلطة القدامى مثل: رشيد الزلامي وفيصل الرياحي.

## خضوعه لعملية جراحية
أجري لتركي الميزاني عملية جراحيه ناجحة لإستئصال اللحميه بالحبال الصوتية وذلك بمستشفى الحبيب الطبي بالرياض. وكان ذلك صباح يوم الأربعاء بتاريخ 6/سبتمبر/2016.

## لقاءات تلفزيونية
- لقاء على قناة روتانا خليجية مع الاعلامية أميرة الفضل. 2006
- لقاء على قناة فواصل. 2007
- برنامج بدون مجاملة على قناة المرقاب. 2010م
- برنامج مرحبتين على قناة الصحراء. 2008
- برنامج ياهلا على قناة روتانا خليجية 2022
- برنامج مراحل على قناة sbc 2023

## محاورات تركي الميزاني

### خليف الهجلة
- مع خليف الهجلة عام 1417هـ.

### حبيب العازمي
- مع حبيب العازمي العتيبي في الرياض، 1417/2/25هـ 1996/7/11٬م

### سفر الدغيلبي
- أول محاورة بين سفر الدغيلبي وتركي الميزاني 5 - 5 - 1419 هـ، 28-8-1998 بالقصيم.

### فلاح القرقاح
- (تركي الميزاني وفلاح القرقاح) الرويضة 24-7-1425 هـ.
- (تركي الميزاني وفلاح القرقاح)، بحضور الأمير فيصل بن خالد. 2002.

### فيصل الرياحي
- فيصل الرياحي وتركي الميزاني الخرج 21-5-1426 هـ.

## الأمسيات
- شارك في أمسيات «هلا فبراير» عام 2008م.[5]
- أمسية معرض جدة للكتاب 2023.[6]